# Georg Asmus
Georg Asmus (* 7. Oktober 1888 in Groß-Grabe; † 5. Mai 1975 in Frankfurt am Main) war ein deutscher Polizeipräsident und Polizeioffizier, zuletzt SS-Brigadeführer und Generalmajor der Polizei im Zweiten Weltkrieg.

## Leben
Georg Asmus war der Sohn des Oberpfarrers Wilhelm Friedrich Asmus. Er trat nach dem Gymnasialbesuch in Eisleben 1901 in das Kadettenhaus Oranienstein ein und wechselte 1905 an die Hauptkadettenanstalt Groß-Lichterfelde, die er im März 1908 mit dem Offiziersexamen abschloss. Anschließend wurde er als Leutnant dem 4. Unter-Elsässischen Infanterie-Regiment Nr. 143 der Preußischen Armee überwiesen und war ab April 1914 als Erzieher an der Kadettenanstalt Karlsruhe tätig. Von Dezember 1914 bis September 1918 nahm er am Ersten Weltkrieg teil, zuletzt als Hauptmann und Bataillonskommandeur im Badischen Reserve-Infanterie-Regiment Nr. 249. Von Ende September 1918 bis Mitte November 1919 befand er sich in englischer Kriegsgefangenschaft. Nach seiner Entlassung war er bei der Abwicklungsstelle des 4. Unter-Elsässischen Infanterie-Regiments Nr. 143 tätig und schloss sich im April 1920 dem Freikorps Lichtschlag an.
Im Juli 1920 trat er in Frankfurt am Main in den Polizeidienst ein, wo er bei der Schutzpolizei als Hundertschaftsführer und Reviervorsteher eingesetzt war. Ab 1926 war er bei der Polizeiverwaltung in Hannover tätig und lehrte von 1929 bis 1934 an der Polizeischule Hannoversch Münden. Zum 1. Mai 1933 trat er in die NSDAP ein (Mitgliedsnummer 3.117.294). Im April 1934 übernahm er für vier Jahre die Stellvertretung des Kommandeurs der Schutzpolizei in Frankfurt am Main. In den ersten zehn Tagen nach dem Anschluss Österreichs übernahm er leitende Polizeifunktionen. Ab dem 20. April 1938 war Asmus Kommandeur der Ordnungspolizei in Frankfurt am Main. Ende Januar 1939 folgte die Mitgliedschaft in der SS (SS-Nummer 313.949).
Während des Zweiten Weltkrieges wurde Asmus „zur Dienstleistung zum Höheren SS- und Polizeiführer nach Krakau kommandiert“. Später war er als Kommandeur der Ordnungspolizei beim SS- und Polizeiführer (SSPF) in Tschernigow eingesetzt. Von März 1944 bis Mitte April 1945 amtierte er in Nachfolge Walther Oberhaidachers als Polizeipräsident in Bochum.